# エビラ語
エビラ語（Ebira）はニジェール・コンゴ語族のヌポイド諸語に属する言語である。話者はナイジェリアのコギ州、クワラ州、ナサラワ州、連邦首都地区、エド州などに居住するエビラ族（イグビラ族）の人々である。